# 毗琉璃王
毗琉璃（“琉璃”也可写作“瑠璃”等），也譯為毗盧宅迦，古印度憍薩羅國波斯匿王之子，發動兵變流放其父後即位称王，後遇船難而亡。

## 生平
波斯匿王要求迦毗羅衛城的釋迦族（釋迦牟尼佛的宗族）送一名貴姓女為妻。釋迦族不願，飾一美婢偽稱是摩訶男之女，名為縛沙婆刹利（Vāsabhakhattiyā，漢譯南傳大藏經譯為「禹翅剎利」、「雨日蓋」）。縛沙婆王妃與波斯匿王生下了王子毗琉璃。另一出自《有部毗奈耶雜事》的傳說則是說波斯匿王主動迎娶摩訶男之婢女勝鬘（Mallikā，或譯為末利）為夫人，毗琉璃為勝鬘之子。《四分律》也說是波斯匿王主動迎娶婢女，其名曰黃頭，因從末利園來，婚後名號為末利夫人，但婢女的主人是婆羅門，名耶若達。
毗琉璃王子少年時，至釋迦族中聚會，被譏為「婢女之子」，毗琉璃忿怒，誓言報復，二十歲時發動兵變，流放了波斯匿王，在舍卫城殺死了兄長祗陀太子。自行即位，是為毗琉璃王。
毗琉璃王想起舊恨，進兵迦毗羅衛，打算殺光釋迦族人。釋迦牟尼佛在毗琉璃王行軍時，力阻三次，由於毗琉璃王敬重釋迦牟尼佛，於是三次放棄進攻，但最後依然繼續進兵，釋迦牟尼佛知道無法阻擋，門徒目犍連尊者，欲以神通保衛釋迦族人。佛陀哀示，以此為前世因果，而釋迦族今生又不慎再惹怨怒，毗琉璃王殺意堅決，已不可救。釋迦族人遭到毗琉璃王殘虐屠殺，但並沒滅絶。
毗琉璃王後期荒淫酒色，在大河遊憩時，船隊遇暴風雨，船沈而死，從此，憍薩羅國被摩揭陀國阿闍世王吞併。佛经记载，毗琉璃王死後堕入无间地狱受苦。

## 外部連結
- 劉佩芸. . 禪天下.   [2019-01-13]. （原始内容存档于2019-01-14）.